# The Empty Studio
The Empty Studio è un cortometraggio muto del 1913 diretto da Hardee Kirkland. Prodotto dalla Selig Polyscope Company da un soggetto di Ethel N. Parsons, il film aveva come interpreti James Fowler, Adrienne Kroell, Mac Barnes, Lillian Leighton.

## Trama
David Burson è un giovane pittore. Figlio di un ricco uomo d'affari, si sottrae ai numerosi tentativi del padre che vuole che segua le sue orme. Vedendo che il figlio persegue ostinatamente la sua strada, David senior lo disereda. Con i pochi mezzi che gli sono rimasti, Dave affitta uno studio e decide di partecipare a un concorso che premierà con cinquecento dollari il miglior dipinto sul tema della tragedia. Ma, non riuscendo a trovare un soggetto, il giovane comincia a disperarsi. Un giorno assiste a un incidente automobilistico in cui resta uccido il fratellino di una bella ragazza italiana. L'espressione sul volto della ragazza suggerisce a Dave il soggetto per il suo quadro. Tre giorni prima della data di scadenza del concorso, quando il quadro è quasi finito, Dave ha un incidente e non riesce a rientrare nel suo studio. Marie, la modella (che è anche lei pittrice), allarmata per la sua scomparsa e per il fatto che il quadro non potrà partecipare al concorso, lo finisce lei. Qualche giorno dopo, Dave, al suo ritorno in studio, scopre di aver vinto il primo premio. Le spiegazioni seguono e Dave ripaga Marie mettendole un anello di fidanzamento al dito.

## Produzione
Il film fu prodotto dalla Selig Polyscope Company.

## Distribuzione
Distribuito dalla General Film Company, il film - un cortometraggio di una bobina - uscì nelle sale cinematografiche statunitensi il 29 gennaio 1913.